# جرين الكاتب

تعديل مصدري - تعديل

جرين الكاتب إحدى حارات مدينة السدة بمحافظة إب، بلغ تعداد سكانها 132 نسمة حسب تعداد اليمن لعام 2004.